# Martin Šetlík
Martin Šetlík (* 12. August 1969 in Pilsen, Tschechoslowakei) ist ein tschechischer Handballtrainer und ehemaliger Handballspieler.
Der 1,94 m große und 94 kg schwere Rechtshänder wurde zumeist auf Rückraum Mitte, später auch als Kreisläufer eingesetzt.

## Karriere
Martin Šetlík begann seine Profikarriere in seiner Heimatstadt bei TJ Škoda Pilsen. Ab 1992 spielte er für den tschechoslowakischen Rekordmeister AS Dukla Prag. Nach dem Gewinn der Meisterschaft und des Pokals 1994 wechselte er zum deutschen Zweitligisten EHV Aue. Nach drei Jahren kehrte er in seine Heimat zu HC Kovopetrol Pilsen zurück, wo er 1998 und 1999 die Meisterschaft sowie 1998 zusätzlich den Pokal errang. Anschließend verpflichtete ihn der deutsche Regionalligist SG Roding/Regensburg. Nach zwei Spielzeiten schloss er sich dem französischen Klub US Ivry HB an, mit dem er das Halbfinale im EHF Challenge Cup 2001/02 erreichte. 2002 unterschrieb er beim Bundesligisten VfL Pfullingen einen Dreijahresvertrag. Anschließend ging er zum HSC Bad Neustadt. Nach zwei Jahren kehrte er nach Tschechien zurück und ließ seine Karriere als Spielertrainer bei Lokomotive Pilsen ausklingen. Von 2008 bis 2017 war er dort bzw. beim Nachfolger SSK Talent 90 Pilsen Trainer.
Mit der Tschechoslowakischen Nationalmannschaft nahm Martin Šetlík an der Weltmeisterschaft 1990 (7. Platz) teil. Bei den Olympischen Spielen 1992 belegte das Team Rang 9. Mit der Tschechischen Nationalmannschaft spielte er bei den Weltmeisterschaften 1993 (7. Platz), 1995 (8. Platz), 1997 (11. Platz), 2001 (18. Platz) sowie bei den Europameisterschaften 1996 (6. Platz), 2002 (8. Platz) und 2008 (13. Platz).
Šetlík bestritt insgesamt über 213 Länderspiele, in denen er mehr als 612 Tore erzielte.